# Тектология

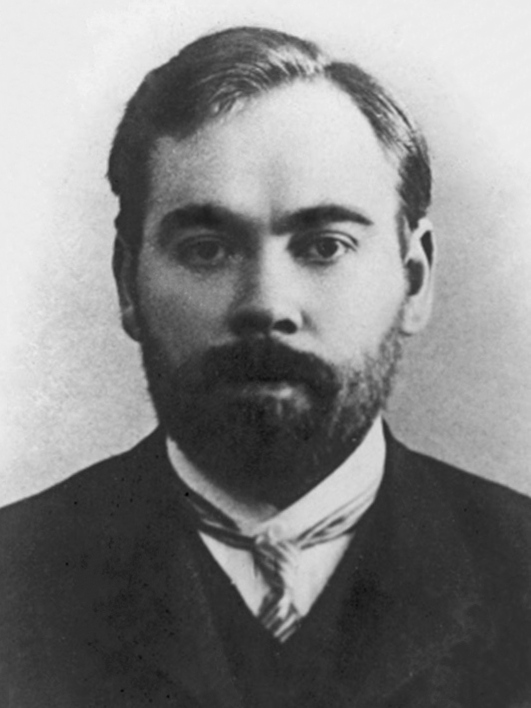
Александр Богданов, основоположник тектологии

Тектология, или «всеобщая организационная наука» — научная дисциплина, разработанная учёным-экономистом А. А. Богдановым в 20-х годах XX века, существенно развёрнутый проект был опубликован им в одноимённом труде (в трёх томах). В соответствии с фундаментальными предпосылками тектологии, два и более элемента, включённые в единый процесс, могут при особой организации (организованности) превосходить по эффективности функционирование этих же элементов по отдельности, а могут и уступать отдельной работе, мешая друг другу (Богдановым также рассматривается «нейтральный» тип взаимодействия). Рассмотрению, анализу и теоретизации фактора организации, при правильном применении которого эффективность элементов, включённых в состав целого, увеличивается, и посвящается «Тектология».

## Основные идеи
В трёхтомной работе А. А. Богданов предложил объяснять процессы развития природы и общества на основе принципа равновесия, заимствованного из естествознания. Все развивающиеся объекты природы и общества представляют собой, по Богданову, целостные образования, или системы, состоящие из многих элементов.
Равновесное состояние системы Богданов рассматривает не как раз и навсегда заданное, а как «динамическое» или «подвижное» равновесие. Оно выступает как постоянное взаимодействие прогрессивно развивающейся системы с окружающей средой, приводящее со временем к её неравновесности и последующей неустойчивости (кризису), очередной структурной перестройке, создающей новую устойчивость и новое состояние равновесия на более высоком витке её дальнейшего развития. «Закон равновесия», сформулированный Ле-Шателье для физических и химических объектов, по мнению Богданова, имеет универсальный характер и является «выражением структурной устойчивости» развивающихся систем любого уровня организации вещества. Структура их предстается как результат борьбы и взаимодействия противоположностей (разнонаправленных элементов), а «подвижное равновесие» в целом — как постоянное приспособление к изменяющейся внешней среде путём неизбежных структурных перестроек и смены одного равновесного и устойчивого состояния другим.
Характерной чертой теории равновесия Богданова является утверждение, что противоположности должны сбалансировать, уравновесить друг друга и только таким путём достигается устойчивое состояние системы.
В развивающихся системах одновременно действуют две противоположные тенденции:
1. Повышение устойчивости вследствие интеграционных процессов, стремление к равновесию.
2. Понижение устойчивости, вызванное появлением «системных противоречий».
Противоречия эти, на известном уровне их развития, способны приводить к кризисам. Случаи такого рода бесчисленны в опыте, пишет Богданов, они — основной материал для поэтической формулы Гёте:
Нелепым разумное стало,

И благо во зло обратилось.
«Рано или поздно, системные противоречия усиливаются до того, что перевешивают организационную связь (системы); тогда должен наступить кризис, ведущий либо к её преобразованию, либо к распаду, крушению».
«Из системных противоречий вытекает организационная задача, тем более настоятельная, чем сильнее их развитие, задача их разрешения или устранения. Жизнь её решает или отрицательным путём, — разрушается самая система, например, умирает организм, или положительным путём, — преобразованием системы, освобождающим её от противоречий».
Более стройное или «гармоничное» сочетание элементов системы, заключает меньше «противоречий». Это и означает более высокую организованность.

## Реакция современников
Тектология А. А. Богданова так и осталась непонятой и непризнанной его современниками, в особенности В. И. Лениным в связи с рядом идеологических дивергенций (в частности, Богданов принимал некоторые позитивистские интенции Спенсера).
Такое положение дел очень ёмко выразил уже А. Л. Тахтаджян:

В Советской России тектология Богданова была встречена философами-марксистами враждебно и она обычно воспринималась как проекция эмпириомонизма. Лишь очень немногие из них, как Н. И. Бухарин и экономисты В. Ф. Базаров и И. А. Кан, были в состоянии оценить её рациональное практическое значение. Но уже начиная с 60-х годов, отношение к ней начинает постепенно меняться и одни из первых пишут о ней в положительной форме Уёмов, автор этих строк (Тахтаджян), Сетров и Поваров.
Некоторое время ранее Тахтаджян же комментировал положение следующим образом:

Чуждая в своей универсальности преобладающему в то время типу научного мышления, идея всеобщей организации мало кем была воспринята достаточно полно и не получила распространения.

Неприятие и резкая идеологическая антипатия, проявленная к трудам Богданова, не могли не сыграть своей исторической роли.

## Структура томов
В несколько сокращённой и сжатой форме оглавление «Тектологии» приводит А. Л. Тахтаджян.
I. Введение.
Историческая необходимость и научная возможность тектологии.
II. Основные понятия и методы.
A. Организованность и дезорганизованность.
B. Методы тектологии.
C. Отношение тектологии к частным наукам и к философии.
III. Основные организационные механизмы.
1. Механизм формирующий. 1. Конъюгация. 2. Цепная связь. 3. Ингрессия. 4. Дезингрессия. 5. Отдельность комплексов. 6. Кризисы. 7. Роль разностей в опыте. 8. Познавательные применения ингресии. 9. Социальная и мировая ингрессия.
2. Механизм регулирующий. 1. Консервативный подбор. 2. Подвижное равновесие. 3. Прогрессивный подбор.
IV. Устойчивость и организованность форм. 1. Количественная и структурная устойчивость. 2. Закон относительных сопротивлений. 3. Закон наименьших в решении практических задач. 4. Структура слитная и чёточная. 5. Система равновесия.
V. Расхождение и схождение форм. 1. Закон расхождения. 2. Дополнительные соотношения. 3. Противоречия системного расхождения. 4. Расхождение системных противоречий. 5. Тектология борьбы со старостью. 6. Схождение форм. 7. Вопрос о жизненной ассимиляции.
VI. Формы централистские («эгрессия» и «дегрессия»). 1. Происхождение и развитие эгрессии. 2. Значение и границы эгрессии. 3. Происхождение и значение дегрессии. 4. Развитие и противоречия дегрессии. 5. Отношение эгрессии и дегрессии.
VII. Пути и результаты подбора. 1. Подбор в сложных системах. 2. Подбор в изменяющейся среде. 3. Подбор прямой и репрезентативный. 4. Обобщающая роль подбора. 5. Познавательный подбор. 6. Соотношение подбора отрицательного и положительного.
VIII. Кризисы форм. 1. Общее понятие о кризисах. 2. Типы кризисов. 3. Предельное равновесие. 4. Кризисы C. 5. Кризисы D. 6. Частная иллюстрация: вопрос о шаровой молнии. 7. Универсальность понятия кризисов.
IX. Организационная диалектика. 1. Тектологический акт. 2. Диалектика формальная и организационная. 3. Структурный прогресс и регресс. 4. Путь образования и путь разрушения форм.
Как хорошо видно уже из оглавления, «Тектология» Богданова была выдающейся — как для своего времени, так и для современности — попыткой обобщения универсальных организационных законов, управляющих поведением и устройством принципиально любых сложных систем. «Мой исходный пункт заключается в том, что структурные отношения могут быть обобщены до такой же степени формальной чистоты схем, как в математике отношения величин, и на такой основе организационные задачи могут решаться способами, аналогичными математическим… Тектология должна выяснить, какие способы организации наблюдаются в природе и в человеческой деятельности; затем — обобщить и систематизировать эти способы; далее — объяснить их, то есть дать абстрактные схемы их тенденций и закономерностей; наконец, опираясь на эти схемы определить направления развития организационных методов и роль их в экономии мирового процесса». Организационно-структурные отношения рассматриваются Богдановым безотносительно к природе субстрата системы, и являются по его убеждению общими как для систем биологической природы, так и социальной, и культурной (см. его гипотезу возникновения языка в «Тектологии») и т. д.

## Предтеча кибернетики
В своих записях советский кибернетик Г. Н. Поваров пишет, что тектология Богданова предвосхитила кибернетику Норберта Винера и общую теорию систем Берталанфи.
Оригинальное предложение Богданова заключается в объединении всех гуманитарных, биологических и физических наук, рассматривании их как системы взаимоотношений, и поиска организационных принципов, лежащих в основе всех типов систем. В тектологии Богданова «впервые сформулированы основные положения системного подхода и теории самоорганизации систем. Она не только не потеряла своей актуальности, выступая фактически как предтеча и теоретическая основа нынешней Концепции устойчивого развития, но и служит важным информационным источником для её дальнейшего углубления и совершенствования».
Следующая цитата показывает также сродство тектологии к русскому космизму:

Когда-нибудь Земля станет центром жизни для всех планет нашей системы — будет заселять их своими эмигрантами…
— А. А. Богданов. Тектология: всеобщая организационная наука. Том II. Глава VI, п. 2.
В философском плане тектология вытекает из монизма. В конце «Эмпириомонизма» Богданов много размышляет о значении идей для повышения социально-трудовой энергии людей, планомерности и организованности человеческой деятельности.
В будущем обществе наука, идеология и производство станут единым целым, и тогда и человечество, разделённое на группы и классы, станет самим собой.

## Организационные методы
Богданов всесторонне и многосложно рассматривает природу общеорганизационных методов, таких как ингрессия, эгрессия и дегрессия.
Ингрессия рассматривается Богдановым как универсальный метод связи явлений и сущностей природы, мышления и общества, обобщённо сформулированный отечественной школой диалектического материализма как «принцип всеобщей связи явлений».
Эгрессия — метод централизма, обсуждается Богдановым как метод координации процессов в системах принципиально любой природы и рассматривается им как обобщённая схема, ответственная за целостность любого уровня.
Дегрессия — метод ограничения разнообразия состояний управляемой подсистемы или элемента (выражаясь языком У. Р. Эшби).